# Markus Babbel
Markus Babbel (Múnich, 8 de septiembre de 1972) es un exfutbolista y entrenador alemán. Jugó como defensa central, aunque también podía desempeñarse como lateral derecho. Fue internacional con su selección. Su último club como jugador fue el VfB Stuttgart, y como entrenador fue el Western Sydney Wanderers, equipo que dirigió hasta comienzos de 2020.
Markus Babbel ganó con la selección alemana la Eurocopa de 1996. El defensa pasó por clubes como el Bayern de Múnich, con el que fue tres veces campeón de la Bundesliga, el Hamburgo, el Liverpool y el Blackburn Rovers. Más trade llegó al VfB Stuttgart en el verano de 2004 procedente de la Premier League y terminó su carrera de jugador en 2007, después de haber ganado la Bundesliga con el club.
Durante su etapa en Inglaterra se le diagnosticó el Síndrome de Guillain-Barré.
Trabajó hasta noviembre de 2008 como asistente de entrenador del VfB Stuttgart, cuando tras el despido de Armin Veh fue nombrado entrenador jefe con Rainer Widmayer como su ayudante.
El recién descendido Hertha Berlín confirmó el fichaje de Markus Babbel como nuevo entrenador en julio de 2010. Babbel, de 37 años, sucede a Friedhelm Funckel, a quien el club decidió no renovar el contrato tras no lograr la permanencia en la Bundesliga.
En febrero de 2012 fue contratado como nuevo técnico del TSG 1899 Hoffenheim, pero fue destituido diez meses después, con el equipo 16º en la Bundesliga. Pasaría a ser Jefe de Deportes unos meses después para el club.
Sus últimas experiencias como entrenador han sido en Suiza, dirigiendo al FC Lucerna, y al Western Sydney Wanderers de Australia.

## Selección nacional
Fue internacional para Alemania en 56 ocasiones, marcando 1 gol, contra Georgia en un amistoso que terminó 4-1 a favor de los alemanes. Participó en el mundial de Francia 1998, en la Eurocopa 1996, donde logró su mayor éxito con su seleccionado al coronarse campeón, y en la Eurocopa 2000 donde la Mannschaft tuvo un flojo rendimiento y no logró superar la fase de grupos. 

### Participaciones en Copas del Mundo
| Mundial                        | Sede    | Resultado        |
| ------------------------------ | ------- | ---------------- |
| Copa Mundial de Fútbol de 1998 | Francia | Cuartos de final |

### Participaciones en Eurocopas
| Eurocopa      | Sede                   | Resultado    |
| ------------- | ---------------------- | ------------ |
| Eurocopa 1996 | Inglaterra             | Campeón      |
| Eurocopa 2000 | Bélgica y Países Bajos | Primera fase |

## Clubes

### Como jugador
| Club                  | País       | Año         |
| --------------------- | ---------- | ----------- |
| F. C. Bayern Múnich   | Alemania   | 1991 - 1992 |
| Hamburger SV          | Alemania   | 1992 - 1994 |
| F. C. Bayern Múnich   | Alemania   | 1994 - 2000 |
| Liverpool F.C.        | Inglaterra | 2000 - 2004 |
| Blackburn Rovers F.C. | Inglaterra | 2003 - 2004 |
| VfB Stuttgart         | Alemania   | 2004 - 2007 |

### Como entrenador
| Club                      | País      | Año         |
| ------------------------- | --------- | ----------- |
| VfB Stuttgart (asistente) | Alemania  | 2007 - 2008 |
| VfB Stuttgart             | Alemania  | 2008 - 2009 |
| Hertha Berlín             | Alemania  | 2010 - 2011 |
| TSG 1899 Hoffenheim       | Alemania  | 2012        |
| FC Lucerna                | Suiza     | 2014 - 2018 |
| Western Sydney Wanderers  | Australia | 2018 - 2020 |

## Palmarés

### Como jugador

#### Títulos nacionales
| Título           | Equipo              | País       | Año       |
| ---------------- | ------------------- | ---------- | --------- |
| Bundesliga       | F. C. Bayern Múnich | Alemania   | 1996-97   |
| Copa de Alemania | F. C. Bayern Múnich | Alemania   | 1997-98   |
| Copa de la Liga  | F. C. Bayern Múnich | Alemania   | 1997      |
| Copa de la Liga  | F. C. Bayern Múnich | Alemania   | 1998      |
| Bundesliga       | F. C. Bayern Múnich | Alemania   | 1998-99   |
| Copa de la Liga  | F. C. Bayern Múnich | Alemania   | 1999      |
| Bundesliga       | F. C. Bayern Múnich | Alemania   | 1999-2000 |
| Copa de Alemania | F. C. Bayern Múnich | Alemania   | 1999-2000 |
| FA Cup           | Liverpool F. C.     | Inglaterra | 2000-01   |
| Copa de la Liga  | Liverpool F. C.     | Inglaterra | 2000-01   |
| Community Shield | Liverpool F. C.     | Inglaterra | 2001      |
| Bundesliga       | VfB Stuttgart       | Alemania   | 2006-07   |

#### Títulos internacionales
| Título                 | Equipo                | Sede       | Año     |
| ---------------------- | --------------------- | ---------- | ------- |
| Liga Europa de la UEFA | F. C. Bayern Múnich   | Francia    | 1995-96 |
| Liga Europa de la UEFA | Liverpool F. C.       | Alemania   | 2000-01 |
| Supercopa de la UEFA   | Liverpool F. C.       | Mónaco     | 2001    |
| Eurocopa               | Selección de Alemania | Inglaterra | 1996    |

### Como entrenador

#### Campeonatos nacionales
| Título        | Club          | País     | Año  |
| ------------- | ------------- | -------- | ---- |
| 2. Bundesliga | Hertha Berlín | Alemania | 2011 |